# Señorío de Gavín
El señorío de Gavín fue una jurisdicción feudal, documentada desde el siglo XII, concedida al linaje de los Abarca, y que permaneció como tal señorío hasta el siglo XVII,cuando por falta de sucesión pasó a la rama de los Abarca de Bolea, en la persona de Luis Abarca de Bolea y Almazán, II Marqués de Torres, cuyos sucesores fueron condes de Aranda y duques de Híjar.

## Ámbito territorial
El testamento de Guiralt Abarca, X señor de Gavín, otorgado en Biescas el 8 de noviembre de 1445, aporta información sobre los señoríos anejos al de Gavín, que se configuraba como una especie de capital de todos ellos y donde los Abarca tenían su Casa-palacio. 
Así pues, Guiralt otorgó a su primogénito, Lope Abarca Gurrea los siguientes señoríos y bienes: Gavín, Yésero, Orós Alto, Orós Bajo, Oliván, Lárrede, Susín, Casbas de Jaca, Barbusa y Ainielle, dos pardinas ubicadas en Isábal y Fañanás, y una torre en Biescas con dos molinos; mientras que a su segundo hijo, Guiralt II, le otorgó los señoríos de Navasa y Sasal, las pardinas de Ex y Estarruás en el valle del río Aurín, y tres casas-palacio en Susín y otras dos en Senegüé. 
Todos estos lugares y señoríos se localizan al norte de la actual provincia de Huesca y al sur del Valle de Tena, entre los valles de los ríos Gállego y Ara, a excepción de Navasa y Sasal, que se encuentran entre Jaca y Sabiñánigo. En aquella época, solo los lugares asignados a Lope, contaban con un total de 65 casas, siendo 27 de ellas infanzonas, todas ellas vasallas del señor de Gavín.
Guiralt impuso a sus dos hijos la condición de no disponer de dicho patrimonio sino en favor de sus herederos, constituyendo así una suerte de mayorazgo mucho antes de su regulación legal en 1505 con las Leyes de Toro, por lo que el patrimonio de ambas ramas señoriales, no podía sino acrecentarse con el paso del tiempo.
Estos dos hermanos, Lope y Guiralt II, iniciaron sendas ramas de los Abarca, las de los señores de Gavín y los señores de Navasa, que se unificarían el 5 de junio de 1546 por el matrimonio de un bisnieto de Guiralt II, llamado Matías Abarca, con una nieta de Lope, Ana quien a su vez era hija de Sancho Abarca de Lobie.

## La Casa solar
Según Manuel Gómez de Valenzuela,en 1794 la Casa solar de los Abarca, que se ubicaba en Gavín, se encontraba ya en muy mal estado, con su torre medio arruinada: "La Casa estaba constituida por un conjunto de edificios, la vivienda, cuadras y establos, pajar, graneros para trigo. En 1571 don Francisco contrataba el cubrimiento de madera y losa del edificio. Se debía enfustar la torre y techarla a cuatro aguas hasta lo alto y el remate con madera de carrasca".
En el inventario de bienes de la Casa hecho en 1539,se menciona la cocina con su hogar, la sala o cuarto de respeto, cuatro "cambras" con otras tantas camas, la bodega con nueve cubas (una grande, llena de vino blanco) y una cuadra. Una serie de arcas y cofres con artículos de plata, vestidos y joyas (doce pulseras de oro labradas y diez lisas, y un collar de oro esmaltado "de peso de 200 ducados"). Dinero en metálico: 5.978 sueldos jaqueses en moneda blanca y 236 ducados en doblones de oro. Se indica además que la Casa era censalista de ocho créditos por un principal de 42 706 sueldos jaqueses, con una pensión anual total de 2125 sueldos.

## Señores de Gavín
Hasta el siglo XIII, la única fuente disponible que nos informa sobre los señores de Gavín (salvo algún documento o referencia aislada), es el Memorial de los Abarca de 1674,cuyo autor José Pellicer fue Cronista Mayor de Castilla y Aragón, y tuvo a su disposición el archivo del señorío de Gavín, que cita en su obra,así como otras fuentes hoy día, perdidas o desaparecidas. A partir de ese siglo, las fuentes son más habituales y nos permiten reconstruir la historia del señorío, siendo la obra de Manuel Gómez de Valenzuela una de las bases de su estudio.
- (1130 - 1140) Lope Abarca, I señor de Gavín, casado con Toda Azagra con quien tuvo a:
- (1140 - 1152) Rodrigo Abarca Azagra, II señor de Gavín. Citado por Zurita (Libro II, capítulo III). Estuvo casado con Alamanda de Luna, con quien tuvo a:
- (1152 - 1180) Sancho Abarca Luna, III señor de Gavín. Citado por Zurita (Libro II, capítulo XIII). Estuvo casado con Oria de Urrea, con quien tuvo a:
- (1180 - 1220) Rodrigo II Abarca Urrea, IV señor de Gavín. Participó en la batalla de las Navas de Tolosa. Contrajo matrimonio con Sibila de Cabrera, hija de Guerao IV de Cabrera, con quien tuvo a:
- (1220 - 1273) Sancho Abarca Cabrera, V señor de Gavín. Sirvió al rey Jaime I en las conquistas de Mallorca, Valencia y Murcia. Otorgó capítulos matrimoniales el 25 de julio de 1281 con Violante de Bergüa, con quien tuvo a Alonso Abarca (progenitor de la rama Abarca de Bolea) y a:
- (1273 - 1328) Guerao Abarca Bergüa, VI señor de Gavín. Tomó parte en la Campaña de Cerdeña de 1323,[7]capitaneando una compañía de cuatro caballeros.[8]Contrajo matrimonio con Geralda de Puigvert, con quien tuvo a:
- (1328 - 1357) Pedro Abarca Puigvert, VII señor de Gavín. Tomó parte en la conquista aragonesa de Cerdeña en 1323. Aunque Pedro no consta en la nómina de caballeros que participaron en esa campaña,[8]su padre Guerao sí que aparece, capitaneando una compañía de cuatro caballeros donde probablemente se encuadrara su hijo Pedro. Alfonso IV de Aragón, concedió el señorío de Urriés a Pedro Abarca y a su esposa Teresa de Luna, el 12 de mayo de 1328, es decir, tan solo 39 días después de ser coronado en Zaragoza el domingo de Resurrección 3 de abril de 1328 "en reconocimiento de los méritos de aquellos que lealmente nos sirven",[9]por lo que efectivamente parece que el nuevo rey estaba compensando algún servicio que Pedro le había prestado en el pasado (probablemente en la campaña de Cerdeña). Contrajo matrimonio con Teresa de Luna Alagón, hija de Pedro Martínez de Luna, señor de Pola y Almonacid, y Violante de Alagón, con quien tuvo a Juan Abarca Luna, señor de Urriés y tronco de la rama de los señores de Garcipollera, y a:
- (1357 - c. 1389) Guerao Abarca Luna, VIII señor de Gavín. Estuvo siempre al servicio del rey Pedro IV, y acudió a numerosos llamamientos reales: a la campaña de Cerdeña de 1354,[10]a las Cortes de Cariñena de 1357,[11]a las de Zaragoza de 1360,[12]y a las de  Monzón de 1362,[13]donde el rey pidió ayuda para la Guerra de los Dos Pedros, en la que Guerao fue convocado como caballero,[14]junto a un joven Rui Pérez Abarca, probablemente su hijo, que también fue convocado, pero a sueldo (pro dineriis), lo que denotaba la diferencia en el escalafón nobiliario entre ambos. Contrajo matrimonio con Eufemia López de Gurrea con quien otorgó testamento el 10 de marzo de 1347.[c]No existen fuentes coetáneas que confirmen la descendencia del matrimonio, pero por la cronología y la sucesión en el señorío, puede afirmarse que tuvieron a:
- (c. 1389 - c. 1420) Rui Pérez Abarca, IX señor de Gavín.[d]No existe documentación que nos permita establecer su filiación de manera fehaciente, ni tampoco el nombre de su esposa, sin embargo está documentado que entre 1389[15]y 1414[16]fue señor de Gavín, el señorío natural de su linaje, siendo su predecesor Guerao Abarca Luna. En 1392 fue requerido para la campaña de Cerdeña,[17]y en 1396 fue nombrado capitán de Jaca por la rebelión de Mateo I de Foix, pretendiente a la Corona de Aragón. No obstante, su actuación durante el interregno tras la muerte de Martín I sin sucesión en 1410, no debió ser precisamente ejemplar, pues en 1413 fue condenado a pagar 1.600 sueldos por incendiar bienes y apresar hombres, en una época difícil en la que las lealtades debieron repartirse entre dos bandos enfrentados.[18]Fue padre de:
- (c. 1420 - 1445) Guiralt Abarca, X señor de Gavín. Es citado por Zurita con ocasión de las "banderías" o conflictos surgidos a partir de 1426 entre los dos clanes nobiliarios que dominaban el valle de Tena: los Abarca y sus tradicionales adversarios los Lanuza.[e]Otorgó testamento en 1445 y de su matrimonio con Guillerma López de Gurrea tuvo a Guiralt II, a quien le legó los señoríos de Navasa y Sasal, y a:
- (1445 - 1492) Lope Abarca Gurrea, XI señor de Gavín. A diferencia de su padre fue un hombre de paz y concordia, ganándose el respeto de sus coetáneos, participando por ello en numerosos tribunales arbitrales. Contrajo matrimonio con Juana de Lobie originaria del Bearne francés,[19]con quien tendría a los hijos que le sucederían en el señorío. Lope murió en 1492 habiendo otorgado testamento.[20]Junto a Juana de Lobie fue padre de:
- (1492 - 1494) Lope II Abarca de Lobie, XII señor de Gavín. Murió joven y le sucedió su hermano:
- (1494 - 1538) Sancho Abarca de Lobie, XIII señor de Gavín. Nacido alrededor de 1490, su padre le dejó en el testamento 10.000 sueldos jaqueses en ayuda de su matrimonio, aunque finalmente sería este hijo quien sucedería en el señorío de Gavín a su hermano Lope. Contrajo matrimonio con Beatriz de Mur, con quien tendría a:
- (1538 - 1546) Martín Abarca de Mur, XIV señor de Gavín. Murió joven y le sucedió su hermana:
- (1546 - 1562) Ana Abarca de Mur, XV señora de Gavín. Se casó en 1546 con Matías Abarca, bisnieto y sucesor de Guiralt II, en los señoríos de Navasa y Sasal. Con este matrimonio se unificaron ambas ramas señoriales de los Abarca.
- (1562 - 1601) Francisco Abarca Abarca, XVI señor de Gavín. Entre 1582 y 1589 sirvió al rey en diversas campañas en Portugal, Flandes y Países Bajos, donde perdió a cuatro de sus hijos, llegando a ser prisionero en Francia de donde logró escapar. Invirtió gran parte de su fortuna y hacienda en todas estas campañas endeudando el señorío. Casó con Juana Martínez de Herrera, con quien tuvo a Matías, su sucesor, a quien en 1601 cedió en vida todos los derechos sobre su señoría por vía de capitulaciones matrimoniales (reservándose una pensión anual de 6.000 sueldos y el tratamiento de señor de Gavín):[21]
- (1601 - 1626) Matías Abarca y Martínez de Herrera, XVII señor de Gavín. Gobernó sus estados lastrados por las deudas contraídas por su padre, otorgando testamento en 1626. De su matrimonio con Ana Batista nació su hija y sucesora:
- (1626 - 1652) Ana Jerónima Abarca y Batista, XVIII señora de Gavín. Vivió en Zaragoza administrando su señorío mediante apoderados. Aunque contrajo matrimonio, murió sin herederos habiendo otorgado testamento en 1652. Todos los lugares anejos al señorío de Gavín (que incluían también los de la rama de Navasa), recayeron entonces en su lejano pariente Luis Abarca de Bolea y Almazán, II Marqués de Torres.